# プルートの名探偵
『プルートの名探偵』（プルートのめいたんてい『原題:The Purloined Pup』は、ウォルト・ディズニー・プロダクション（現・ウォルト・ディズニー・カンパニー）が制作した1946年7月19日公開のアニメーション短編映画作品。プルートの短編映画シリーズの一作品である。
旧吹き替え版では、『プルートの捕物帳（プルートのとりものちょう）』となっている。

## あらすじ
名探偵もとい新人警察犬として捜索中のプルートは、首輪を発見した。その首輪は誘拐犯のブルドッグ・ブッチに誘拐されたセントバーナードの子犬のロニーの物だった。そこでプルートは古びた屋敷の前にいるブッチを発見した。そこでプルートは、捕捉道具セットを地中に隠し、そして古びたお屋敷の中へと潜入した。
屋敷の中に潜入したプルートは、ブッチを目を騙そうと隣にあったライオンの敷物のふりをするが、結局ブッチに踏みつけられてしまう。プルートはドアの鍵穴を覗くと、そこには誘拐されたロニーがいた。そこでプルートは、ロープをほどいてロニーを救出したが、いきなりブッチの腸が煮えくり返り、プルートとロニーは屋敷を飛び出す。
プルートとブッチは、追いかけ回したり、たくさんの大きなパイプの中をくぐり抜けたりと悪戦苦闘をし始めた。プルートは、先ほど地中に埋めてあった捕捉道具セットを取り出し、曲がったパイプを使って、見事に誘拐犯のブッチを捕まえたのであった。

## 概要
ブッチに誘拐されたセントバーナードの子犬・ロニーは、後に1949年に「プルートのサボテン騒動」に登場する。

## 監督
- 制作：ウォルト・ディズニー
- 監督：チャールズ・A・ニコルズ
- 原画：ジョージ・ニコラス、ゲリー・ハスコック、ロバート・ヤングクイスト、アーニー・リンチ
- 脚本：ハリー・リーブス、ジェシー・マーシュ
- 音楽：オリバー・ウォレス
- レイアウト：カール・カルペ
- 背景：ニノ・カーベ

## 映像ソフト化
収録
- 「ミッキー＆オールスターズ　ファンタジーセレクション」(VHS、ブエナ・ビスタ・ホーム・エンターテイメント)